# Джаяварман Каундінья
Джаяварман Каундінья (д/н — 514) — шримара (володар) Фунанської держави в 478—514 роках. Ім'я перекладається як «Той, хто захищений перемогою». В китайських джерелах відомий як Шеєбамо.

## Життєпис
Походив з династії Каундіньї II. Ймовірно онук Шрі Індравармана. Спрямував зусилля для зміцнення династії, для чого культивувалася легенда про Каудінью і Сому, а суфікс «варман» надалі почали додавати до імен всіх кхмерських правителів. З написів відомо, що в період його панування держава перебувала на економічному піднесенні.
Згідно з китайськими джерелами, був прихильником шиваїзму, але в той же час не перешкоджав розвитку інших віруванням, зокрема буддизму. Напис також приписували його дружині — Кулапрабхаваті, яка заклала основу вайшнавізму в державі.
484 року відправляв до Сяо Цзе, імператора Південної Ці посольство на чолі з ченцем Нагасеною щодо допомоги проти Чампи, флот якої займався пограбуванням фунанських суден, що підривало вигідну торгівлю.
У 503 році відправив до У, імператора держави Лян, ченців Мандрасени та Сангапала та в якості подарунка кораловий образ Будди. Натомість отримав китайський титул «генерал замиреного Півдня, ван Фунана». 509 року прийняв посольство з Індостану, можливо від Паллавів. У 511, 512 та 514 роках відправляв нові посольства до Лян.
Помер Джаяварман 514 року, після чого почалася боротьба за трон між синами Рудраварманом і Гунаварманом.